# James McGraw
James Herbert McGraw (Harmony, 1860 – 1948) è stato un editore statunitense.
Insieme a John Hill fondò nel 1909 il gruppo editoriale McGraw-Hill, di cui fu presidente dal 1917 al 1928.